# Exitron

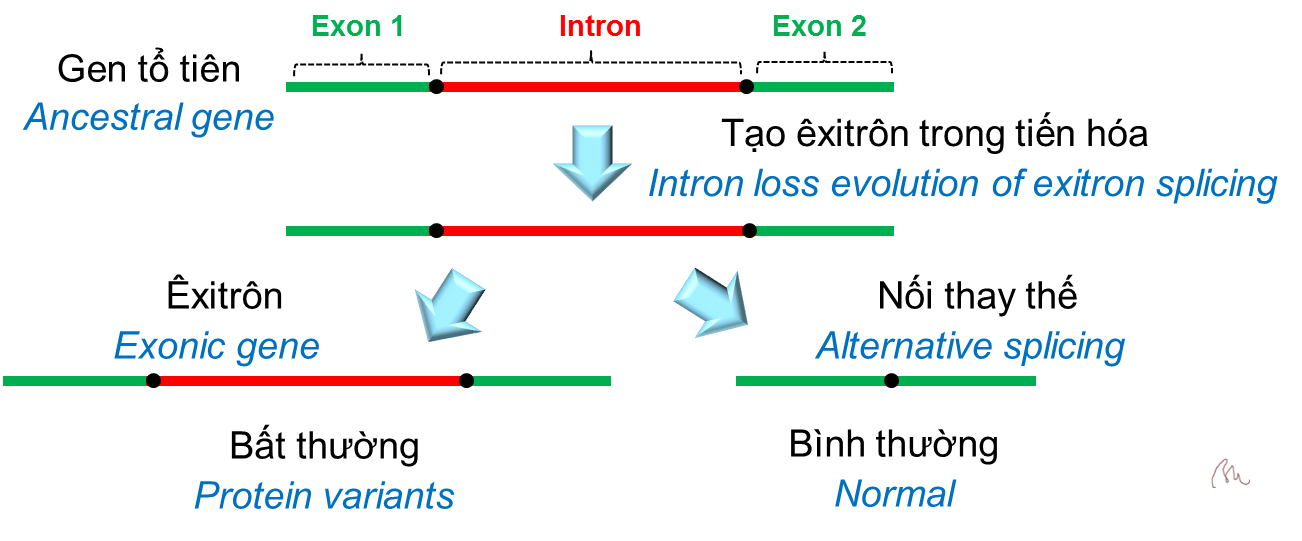
Quá trình hình thành êxitrôn (theo Barta).

Trong di truyền học phân tử, exitron (ê-xi-trôn) là chuỗi pôlynuclêôtit chứa các intrôn được giữ lại mà không bị loại bỏ sau khi xử lý RNA, mang các đặc điểm của cả intrôn và êxôn, nên khi dịch mã sẽ tạo thành prôtêin bất thường. Vì thực chất là intrôn, nhưng có đặc điểm của êxôn, nên cấu trúc này còn được gọi là êxônic introns. Mặc dù chuỗi pôlynuclêôtit này được coi là các intrôn (không mang mã di truyền), thường bị cắt khỏi mRNA trước khi tạo nên mRNA trưởng thành, nhưng do những nguyên nhân nhất định phát sinh khi các chuỗi được tách khỏi phân tử trưởng thành, nên được giữ lại, bảo tồn qua nhiều thế hệ, từ đó có thể làm cấu trúc và chức năng prôtêin thay đổi.
Các exitron lần đầu tiên được phát hiện ở thực vật, đã được nghiên cứu nhiều ở chi cải Arabidopsis, gần đây cũng tìm thấy ở các loài động vật kể cả người.

## Lược sử
- Cuối thể kỉ XX và đầu thế kỉ XX, người ta đã biết rằng gen cấu trúc ở sinh vật nhân thực là gen phân mảnh, có intrôn (không có cođon) xen kẽ với êxôn (mang các cođon).
- Vào năm 2014, Yamile Marquez và cộng sự đã gửi báo cáo lên Genome Reseach (tạp chí nghiên cứu bộ gen) trụ sở ở Vienna, thông báo đã phát hiện một loại cấu trúc axit nuclêic trước đó chưa từng thấy, khi nghiên cứu phương thức cắt nối thay thế (alternative splicing) ở chi cải xoong (Arabidopsis), mà họ gọi là cryptic introns (các intron khó hiểu) không mang mã kết thúc (stop codon).[5] Sau đó, các nhà nghiên cứu đã tiến hành các nghiên cứu sâu hơn về các "intron khó hiểu" này và tìm thấy 1002 cấu trúc như vậy trong 892 gen của chi cải xoong đang nghiên cứu,[6] mà họ đặt tên là exitron gồm cả intrôn lẫn lộn với êxôn và giải thích thêm tên đó là exonic intron (intrôn có tính chất êxôn).[3]

## Cơ chế phát sinh

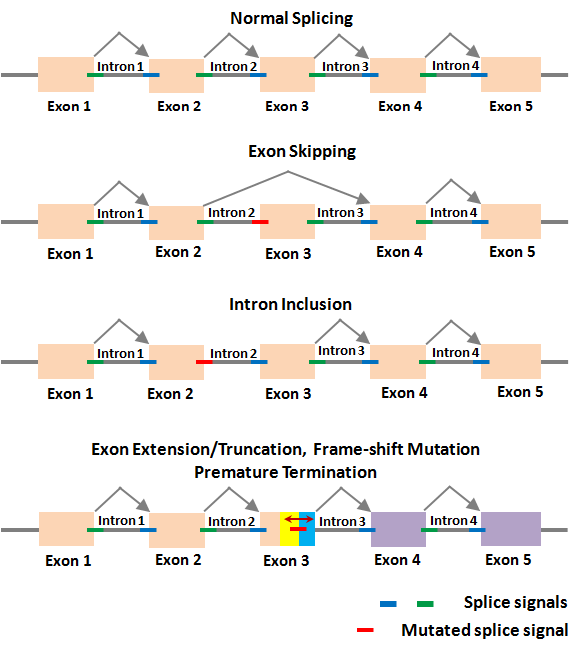
Các kiểu đột biến kết nối (splicing mutation) có thể gặp. Đột biến trong vùng nối có thể dẫn đến bản phiên và protein lỗi. Tùy thuộc vào vị trí của đột biến xảy ra và vị trí nối mà lỗi sẽ khác nhau. Các lỗi ở gen sẽ dẫn đến các gián đoạn khác nhau trong trình tự amino acid của protein được dịch.

- Ở gen phân mảnh của sinh vật nhân thực, trong vùng mã hoá của nó thì thông tin về prôtêin được nằm trong các đoạn gọi là êxôn lại bị gián đoạn bởi các intrôn (xem trang: gen cấu trúc). Do đó, bản phiên mã ban đầu (RNA sơ khai) có cả intrôn và êxôn, nên phân tử RNA sơ khai này phải trải qua quá trình xử lý RNA, trong đó các intrôn sẽ bị cắt bỏ, còn các êxôn được nối lại thành RNA trưởng thành. Trong quá trình cắt nối thay thế (alternative splicing, viết tắt: AS), một số êxôn có thể bị thay đổi kích thước hoặc thậm chí bị bỏ qua, từ đó RNA trưởng thành sẽ sản xuất ra prôtêin bất thường, còn đoạn bị bỏ sót tạo thành exitron này.[6] Đồng thời, AS (cắt nối thay thế) diễn ra ở quá trình chế biến RNA đã được công nhận rộng rãi trong giới khoa học, được xem như là một cơ chế chính của biểu hiện gen. Tuy nhiên, sự cắt bỏ các intrôn hoàn toàn khỏi phân tử sơ khai - trong những trường hợp nhất định - lại không được thực hiện đúng như lý thuyết. Do đó, trong quá trình tiến hoá của sinh vật, đã tạo nên cấu trúc exitron này, được xem là một tập hợp con của các intrôn cùng êxôn được giữ lại.
- Exitron là kết quả của AS, trong đó các intrôn thường được cắt ra khỏi chuỗi RNA trước, còn êxôn vẫn nằm trong chuỗi và được dịch thành prôtêin. Trình tự tương tự trong chuỗi mRNA trước có thể được coi là intrôn hoặc êxôn tùy thuộc vào prôtêin mà tế bào muốn tạo ra. Kết quả là các chuỗi mRNA cuối cùng khác nhau được tạo ra và một lượng lớn prôtêin có thể được sản xuất từ một gen duy nhất.[7] Đột biến có thể thay đổi cách thức cắt và nối các chuỗi, kết quả là tạo ra chuỗi pôlynuclêôtit có cả intrôn và êxôn.[8] Những đột biến này có thể do tác nhân phóng xạ, chất độc gây trực tiếp hoặc qua biến đổi nội môi. Các đột biến này gọi là đột biến do kết nối (splicing mutation), đã được tìm thấy khoảng từ 15-60% các bệnh di truyền ở người.[2][9]
- Trong số 1002 cây Arabidopsis và 923 người đã nghiên cứu, thì thấy các exitron có kích thước là bội số của 3 nuclêôtit. Việc dịch mã các chuỗi  này đã dẫn đến các prôtêin bị biến đổi do ảnh hưởng đến một số miền của prôtêin, hoặc gây rối loạn vị trí amino acid sau sửa đổi, nên ảnh hưởng nhiều đến chức năng prôtêin tương ứng.[2]
- Một số exitron có nguồn gốc từ êxôn ở gen mã hóa của tổ tiên. Do đó, nhìn chung thì các cấu trúc exitron là một chiến lược được bảo tồn để tăng độ mềm dẻo của prôtêin ở sinh vật và được bảo tồn trong tiến hoá.[1][2]
- Ở cây xanh, ánh sáng ảnh hưởng mạnh đến nhiều quá trình khác nhau. Người ta cũng nhận thấy điều kiện chiếu sáng ảnh hưởng đến AS của một số gen sau phiên mã.

## Tính chất
- Exitron đã được định nghĩa là intron trong exon mã hóa protein. Marquez và cộng sự cho rằng exitron khác với intrôn ở bốn đặc điểm:[10]

-    hàm lượng G-X cao;
-    không có mã kết thúc (stop codon);
-    kích thước thường là bội số của ba nuclêôtit, nghĩa là tương ứng với n bộ ba (n triplet);
-    xuất hiện nhiều thay thế đồng nghĩa (synonymous substitutions) như thường thấy trong các đột biến câm của chuỗi êxôn.
- Exitron chủ yếu gồm các intrôn, nhưng có ít êxôn. Chúng có nguồn gốc từ êxôn mã hóa tổ tiên, nhưng có các liên kết nối yếu hơn so với các intrôn khác, lại có hàm lượng G-X cao hơn các vùng intrôn và các intrôn cấu thành chúng. Tuy nhiên, chúng có kích thước tương tự như các êxôn cấu thành và hàm lượng G-X của chúng lại thấp hơn so với các êxôn khác.[2] Trình tự trong exitron thường là kết quả của SUMO hoá (sumoylation), ubiquitin hoá (ubiquitylation), S-nitrosylation, và axêtin hoá lizin (lysine acetylation).[2][3]

## Vai trò

### Hậu quả
Ở người, sự phát sinh, tồn tại và kế thừa exitron có khả năng góp phần khởi đầu quá trình ung thư hoá qua ảnh hưởng của nó đối với một số gen liên quan đến ung thư. Những gen này bao gồm gen đánh dấu ung thư và gen liên quan đến sự kết dính tế bào, di cư tế bào và di căn khối u.

### Ý nghĩa
Ở một số loài sinh vật khác đã được nghiên cứu, thì các exitron lại có thể có lợi nên được bảo tồn trong quá trình tiến hoá của chúng. Một trong những ích lợi là tăng độ đa dạng của prôtêin, từ đó làm tăng thêm sự đa dạng về kiểu hình của sinh vật.